# Urlaub bis zum Wecken
Urlaub bis zum Wecken (englisch Battle Cry ‚Schlachtruf‘) ist eine Romanverfilmung von 1955, basierend auf dem Roman von Leon Uris, der auch das Drehbuch schrieb. Gedreht wurde der Film in Camp Pendleton, Kalifornien, mit großer Beteiligung des United States Marine Corps.
Der Komponist Max Steiner erhielt für Urlaub bis zum Wecken eine Oscar-Nominierung für die beste Filmmusik (Drama/Komödie).

## Handlung
Im Januar 1942, als viele junge Männer dem Aufruf zur Rekrutierung für das Marine Corps folgen, steigt der All-American-Sportler Danny Forrester in Baltimore, Maryland, in einen Zug, nachdem er sich von seiner Familie und seiner Freundin Kathy verabschiedet hat. Auf dem Weg zum Marine-Trainingslager in der Nähe von San Diego steigen weitere Rekruten zu, darunter der frauenverachtende Holzfäller Andy Hookans, die buchhalterische Marion Hodgkiss, der Navajo-Indianer Shining Lighttower, der unruhige „Spanier“ Joe Gomez, L.Q. Jones aus Arkansas, Speedy aus Texas und Ski aus Philadelphia, der den Slums entfliehen will, aber seine Freundin Susan nicht verlassen kann.
Einige Wochen später, nach der anstrengenden Ausbildung im Trainingslager, werden die Männer in die Funkschule aufgenommen und dem Bataillon unter dem Kommando von Major Sam „High Pockets“ Huxley zugeteilt. Die Marines setzen ihre militärische Ausbildung fort und werden von Sergeant Mac in strengem Kommunikationstraining unterrichtet, aber an den Wochenenden bekommen sie Pässe nach San Diego. In einer schäbigen Bar ertränkt Ski seine Sorgen in Alkohol und Frauen, um zu vergessen, dass Susan einen anderen Mann geheiratet hat. Aus Sorge um ihn gehen Mac und seine Freunde in die Bar, um ihn zu retten, und geraten in eine Schlägerei. Danny wird von der verheirateten USO-Mitarbeiterin Elaine Yarborough vom übermäßigen Alkoholkonsum abgehalten und beginnt eine Beziehung mit ihr, bis Mac, der eine Veränderung in seinem Verhalten bemerkt, ein Ferngespräch mit Kathy arrangiert. Mac und Huxley erkennen die Einsamkeit des jungen Mannes und ermöglichen ihm einen Heimaturlaub in Baltimore, während dessen Danny mit Kathy durchbrennt. Währenddessen lernt der nachdenkliche Marion, der über seine Kriegserlebnisse schreiben will, auf der Coronado-Fähre die schöne und geheimnisvolle Rae kennen. Obwohl sie ihm oft begegnet und ihn sehr zu bewundern scheint, will sie ihm keine Details aus ihrem Leben erzählen. Warum sie so ausweichend ist, erfährt Marion, als sie mit anderen von Joe bestellten B-Mädchen auf einer Party auftaucht, auf der die Verabschiedung des Regiments gefeiert wird.
Die Männer werden nach Wellington, Neuseeland, geschickt, wo sie herzlich empfangen werden. Andy, der keinen Respekt vor Frauen hat, versucht, die verheiratete Pat Rogers zu umwerben, indem er ihr anbietet, die Lücke zu füllen, die ihr Mann hinterlassen hat, von dem er glaubt, dass er in Afrika kämpft. Als die gekränkte Pat ihm erzählt, dass ihr Mann im Kampf gefallen ist, entschuldigt sich Andy zum ersten Mal. Später lädt Pat den geläuterten Andy auf die Farm ihrer Eltern ein, wo sie trotz ihrer Anziehungskraft beschließen, Freunde zu bleiben. Nach Weihnachten wird das Sechste Regiment, das jetzt als „Huxley's Harlots“ bekannt ist, nach der Invasion nach Guadalcanal geschickt, um eine Gruppe widerständiger japanischer Soldaten „aufzuräumen“.
Danach kehren die kampfesmüden Männer – ohne Ski, der von einem Scharfschützen getötet wurde – nach Neuseeland zurück, wo Pat den an Malaria erkrankten Andy pflegt und beschließt, eine kurze Romanze mit ihm zu riskieren. Um das Durchhaltevermögen der Männer zu stärken, befiehlt ihnen der gerade zum Oberstleutnant beförderte Huxley einen brutalen 60-Meilen-Marsch. Während andere Kompanien mit Lastwagen ins Lager zurückgebracht werden, lässt Huxley seine Männer den ganzen Weg marschieren, mit Blasen und am Rande des Zusammenbruchs, aber in Rekordzeit. Da er weiß, dass seine Männer etwas Besonderes sind, ist Huxley frustriert, als sie nicht mit der Hauptinvasion nach Tarawa geschickt werden, sondern zurückgehalten werden, um den letzten japanischen Widerstand zu vernichten. Pat hat Angst, eine weitere Liebe an den Krieg zu verlieren und sagt Andy, dass sie sich trennen will, aber Andy lehnt ab und bittet sie, ihn zu heiraten. Obwohl sie verängstigt ist, willigt sie ein und gesteht erst dann, dass sie schwanger ist. Mit Huxleys Hilfe bei der Überwindung der bürokratischen Hürden heiraten Andy und Pat, aber zwei Tage später, als die Männer auslaufen sollen, überlegt Andy zu desertieren, um bei Pat zu bleiben. Anstatt ihn zu verhaften, bittet Huxley Pat, Andy zur freiwilligen Rückkehr zu überreden.
Auf Tarawa erfüllen Huxleys Männer ihren Auftrag, aber Marion und viele andere werden getötet. Als Huxley sich daraufhin auf einer hawaiianischen Insel in Reserve befindet, erhält er die Nachricht, dass weitere Bataillone in den Kampf geschickt werden sollen. Huxley spürt die Unruhe unter seinen Männern und riskiert ein Kriegsgericht, um General Snipes davon zu überzeugen, dass die Talente seines Bataillons verschwendet werden. Obwohl Snipes zunächst von Huxleys „Unverschämtheit“ beleidigt ist, beauftragt er das Bataillon mit der Invasion von Red Beach, dem gefährlichsten Einsatz der Saipan-Kampagne. Die Männer sind vom Rest der Division isoliert und erleiden schwere Verluste durch Artilleriebeschuss von den Hügeln über ihnen. Huxley fällt, Danny und Andy werden schwer verwundet. Doch das Bataillon hält durch, bis ein Zerstörer der Navy die Japaner aufhält und die Marines ihren Auftrag erfüllen können. Als Andy sich später in einem Genesungslager vom Verlust eines Beines erholt, ist er zu demoralisiert, um mit Pat oder seinen besorgten Freunden zu kommunizieren, aber Macs harte Worte machen ihm klar, dass Pat ihn immer noch liebt. Nach Abschluss der Rehabilitation kehrt Andy zu ihr und seinem kleinen Sohn zurück. Auch Danny wird aus medizinischen Gründen entlassen und kehrt mit dem Zug nach Baltimore zurück, begleitet von Mac, der die Familien der Gefallenen besucht. In Baltimore verabschieden sie sich voneinander und Danny trifft die wartende Kathy wieder, während neue Rekruten den Zug besteigen.

## Produktion
Die Marines zeigten sich aus Sorge um die öffentliche Wahrnehmung zögerlich, die Produktion von Brückenkopf X mit den Marines zu unterstützen.  Es bestand demnach die Frage, ob sie an der Unterstützung von Urlaub bis zum Wecken interessiert sein würden, da der Roman von Leon M. Uris laut einem LADN-Artikel vom Oktober 1953 von einigen als eine Anklage gegen das Marines angesehen wurde. Die Marineinfanterie bekundete ihre Freude über die positive öffentliche Resonanz auf Brückenkopf X und versicherte dem Regisseur Raoul Walsh ihre uneingeschränkte Unterstützung.
Der Film wurde in verschiedenen Teilen Kaliforniens gedreht. So fanden die Aufnahmen in Fort Pendleton und im Marine Corps Recruit Depot, auf der Warner Ranch in Calabasas sowie in einem Gebiet im Simi Valley statt. Die Kampfszenen wurden in der Nähe von Vieques in Puerto Rico gedreht. Die Produktion ging von Anfang Februar bis Anfang Mai 1954.
Justus Ellis McQueen gab in Urlaub bis zum Wecken unter seinem Geburtsnamen sein Filmdebüt. er spielte den Soldaten namens L. Q. Jones. Er mochte den Rollennamen und nahm ihn in der Folge als seinen Künstlernamen an.

## Besetzung und Synchronisation
| Rolle                     | Darsteller       | Deutscher Sprecher    |
| ------------------------- | ---------------- | --------------------- |
| Andy Hookens              | Aldo Ray         | Harald Juhnke         |
| Danny Forrester           | Tab Hunter       | Eckart Dux            |
| Elaine Yarborough         | Dorothy Malone   | Tilly Lauenstein      |
| Enoch Rogers              | Rhys Williams    | Hans Emons            |
| Hector Wallace            | Frank Ferguson   | Hans Hessling         |
| Kathy                     | Mona Freeman     | Marianne Prenzel      |
| Mac                       | James Whitmore   | Wolfgang Eichberger   |
| Maj. Jim Wellman          | Carleton Young   | Ernst von Klipstein   |
| McQueen                   | L.Q. Jones       | Peter Petersz         |
| Mrs. Rogers               | Hilda Plowright  | Alice Treff           |
| Neuseeländer              | Carl Harbaugh    | Erich Dunskus         |
| Pat Rogers                | Nancy Olson      | Gisela Hoeter         |
| Pvt. 'Sister Mary' Marion | John Lupton      | Harry Wüstenhagen     |
| Pvt. 'Ski' Wronski        | William Campbell | Paul Edwin Roth       |
| Pvt. Joe Gomez            | Perry Lopez      | Ralph Lothar          |
| Pvt. Lighttoover          | Jonas Applegarth | Franz Nicklisch       |
| Pvt. Speedy               | Fess Parker      | Heinz Palm            |
| Sam Huxley                | Van Heflin       | Curt Ackermann        |
| Sgt. Jim Beller           | Gregory Walcott  | Siegfried Schürenberg |

## Veröffentlichung
Die Weltpremiere fand am 1. Februar 1955 in Baltimore statt.

## Kritiken
Der Film wurde von Bosley Crowther von der New York Times kritisiert, er bemängelte, dass der Film sich zu sehr auf die Liebe und nicht auf den Krieg konzentriere, was das Gegenteil von dem sei, was die Marines während des Zweiten Weltkriegs im Pazifik erlebt hätten.

## Musik
Der Film enthielt den Song Honey-Babe von Art Mooney, der 1955 Platz 6 der US-Pop-Charts erreichte.